# Nianfors kyrka
Nianfors kyrka, är en kyrkobyggnad i gamla Nianfors socken. Den tillhör Enånger-Njutångers församling i Uppsala stift. Kyrkan ligger i byn Nianfors i sydvästra delen av Hudiksvalls kommun.

## Kyrkobyggnaden
Nianfors kyrka uppfördes 1797-1798 och bekostades av brukspatron Claes Grill. Ett torn byggdes till vid södra gaveln 1883.
Kyrkan är byggd av trä och inrymmer både kyrksal och prästbostad. Kyrksalen är orienterad i nord-sydlig riktning och täcks av ett tredingstak.

## Inventarier
- I kyrkan finns en originell dopfunt.
- Nuvarande altartavla är målad 1949 av Ebba Wadsten. Tidigare altartavla är en oljemålning från mitten av 1700-talet som härrör från Hamra kyrka. Tavlan finns numera på väggen längst bak i kyrkorummet.

### Orgel
1964 byggde Johannes Künkels Orgelverkstad AB, Lund. Orgeln är mekanisk med slejflådor och har ett tonomfång på 56. Tidigare användes ett harmonium i kyrkan.
| Manual       |
| Gedackt 8'   |
| Rörflöjt 4'  |
| Principal 2' |
| Scharf III   |